# Epalpus flavipes
Epalpus flavipes är en tvåvingeart som beskrevs av Vimmer och Victor Gerald Soukup 1940. Epalpus flavipes ingår i släktet Epalpus och familjen parasitflugor.
Artens utbredningsområde är Peru. Inga underarter finns listade i Catalogue of Life.